# Пестовка (приток Реважа)
Пестовка — река в России, протекает по Котласскому району Архангельской области. Длина реки составляет 11 км.
Начинается к юго-востоку от платформы 1056 км железнодорожной линии Коноша — Котлас. Течёт вдоль путей в восточном направлении, огибает посёлок Реваж и протекает через заброшенную деревню Савинский Починок. Устье реки находится в 3 км по правому берегу реки Реваж к северу от урочища Большое Бызово.

## Данные водного реестра
По данным государственного водного реестра России относится к Двинско-Печорскому бассейновому округу, водохозяйственный участок реки — Северная Двина от впадения реки Вычегда до впадения реки Вага, речной подбассейн реки — Северная Двина ниже места слияния Вычегды и Малой Северной Двины. Речной бассейн реки — Северная Двина.
Код объекта в государственном водном реестре — 03020300112103000025407.